# L'Allée de Middelharnis
L'Allée de Middelharnis (ou L'Avenue à Middelharnis) est un tableau hollandais de Meindert Hobbema de l'âge d'or de la peinture néerlandaise, datant de 1689 et maintenant exposé à la National Gallery de Londres. L'œuvre est peinte à l'huile sur toile et mesure 103,5 × 141 cm. Elle montre une route menant au village de Middelharnis sur l'île de Goeree-Overflakkee dans le delta de la Meuse au sud de la Hollande, aux Pays-Bas. 
Cette peinture est l’une des peintures de paysage néerlandaises les plus connues et considérée comme l’œuvre la plus célèbre de Hobbema . L'historien de l'art Cornelis Hofstede de Groot affirmait que c’était « le plus beau tableau, après Le Syndic de la guilde des drapiers de Rembrandt, peint en Hollande ».
La composition inhabituellement symétrique et frontale de la peinture semble traduire très précisément ce que voyait Hobbema ; les aulnes le long de la route ont été plantés en 1664. Le tableau est signé et daté à droite : M: hobbema / f 1689, soit plus de vingt ans après que Hobbema eut largement abandonné la peinture après son embauche à Amsterdam en tant que jaugeur juré de vins et d'huiles.

## Description
Le village est vu du sud-est. La route s'appelait Boomgaardweg, mais c'est maintenant Steene Weg. Le sommet du clocher a été reconstruit et la flèche a été enlevée par les Français en 1811 pour constituer une station de sémaphore reliant La Haye à Paris. La tour la plus petite à droite de l'église, entre les arbres, est la mairie construite en 1639 et la grange à droite a survécu jusqu'aux années 1870. 
Le village se trouve sur le bord de l'île et était un port de pêche; des mâts de navires et une balise avec un trépied peuvent être vus au loin à droite de l'avenue, sur la plage en face du Haringvliet. C’était alors un canal d’eau salée, mais il a été barré et transformé en un lac d’eau douce à l’époque moderne. L'île s'est détachée du continent lorsque le Haringvliet s'est formé à la suite de deux inondations majeures. La première a eu lieu en 1216. Elle a franchi les dunes de Voorne et créé une crique d’eau salée profonde. Lors des crues de Sainte-Élisabeth en 1421, cette crique se raccordait à la Merwede et devenait un important estuaire des fleuves Rhin et Meuse. 
La composition centralisée conduit l'œil du spectateur le long de la route, et les arbres minces très hauts coupés unissent le ciel et la terre. La tête du gentilhomme avec son chien est au même niveau que le point de fuite de la perspective. Il est un chasseur, avec un fusil en bandoulière et avec une sacoche. 
Près d'un siècle après avoir été peint, le tableau était toujours sur l'île, dans une collection située à Sommelsdijk, suggérant qu'il avait été commandé par un mécène local. Après la mort du collectionneur en 1782, il est acheté par le conseil municipal de Middelharnis et accroché à la mairie jusqu’en 1822. Il est ensuite échangé contre une copie et une autre peinture de paysage. Il fait ensuite l'objet de commerce, augmentant ainsi rapidement sa valeur, avant d'aboutir à Édimbourg en Écosse en 1826.  
En 1829, l'œuvre est vendue aux enchères à Edimbourg pour 195 guinées, puis transportée à Londres et nettoyée. Le prix atteint ensuite 800 £ et, en 1834, elle faisait partie de la collection de Robert Peel qui possédait une importante sélection de peintures néerlandaises. En mars 1871, le tableau fait son entrée à la National Gallery avec l'achat de soixante-dix-sept tableaux et dix-huit dessins de la collection Peel.

## Influence

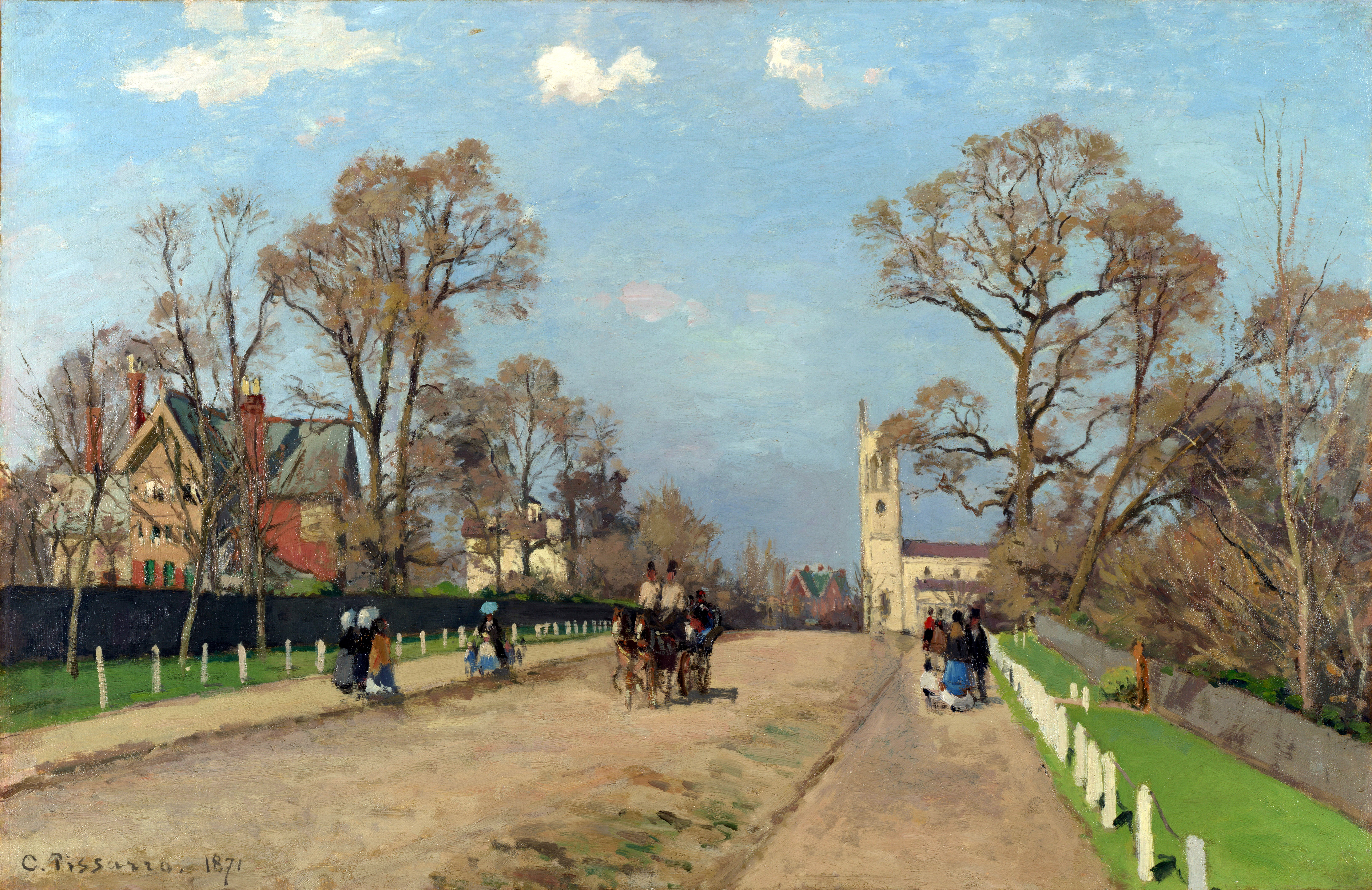
L'Avenue, Sydenham peint par Camille Pissarro en 1871, juste après l'acquisition du Hobbema par la National Gallery.

Camille Pissarro a peint L'Avenue, Sydenham à Londres où il a séjourné jusqu'en juin 1871, un mois après l'acquisition de L'Allée de Middelharnis de Hobbema par la National Gallery, et sa composition en est probablement influencée. Pissarro vivait alors dans le village londonien, en train de devenir une banlieue, d'Upper Norwood, à côté de Sydenham, évitant ainsi la guerre franco-prussienne. Ce tableau est également maintenant à la National Gallery.
Selon MaryAnne Stevens (en), Alfred Sisley dans sa toile Le Chemin de la Machine, Louveciennes de 1873, et d'autres peintres impressionnistes comme Claude Monet et Camille Pissarro ont placé leurs chevalets au milieu de routes qu'ils utilisaient pour organiser leurs paysages, reproduisant consciemment le procédé de Meindert Hobbema dans L'Allée de Middelharnis.